# Kanton Boussac
Kanton Boussac (francouzsky Canton de Boussac) je francouzský kanton v departementu Creuse v regionu Limousin. Tvoří ho 13 obcí.

## Obce kantonu
- Bord-Saint-Georges
- Boussac
- Boussac-Bourg
- Bussière-Saint-Georges
- Lavaufranche
- Leyrat
- Malleret-Boussac
- Nouzerines
- Saint-Marien
- Saint-Pierre-le-Bost
- Saint-Silvain-Bas-le-Roc
- Soumans
- Toulx-Sainte-Croix